# 貝爾興弗盧山
47°21′46″N 7°48′38″E / 47.36278°N 7.81056°E

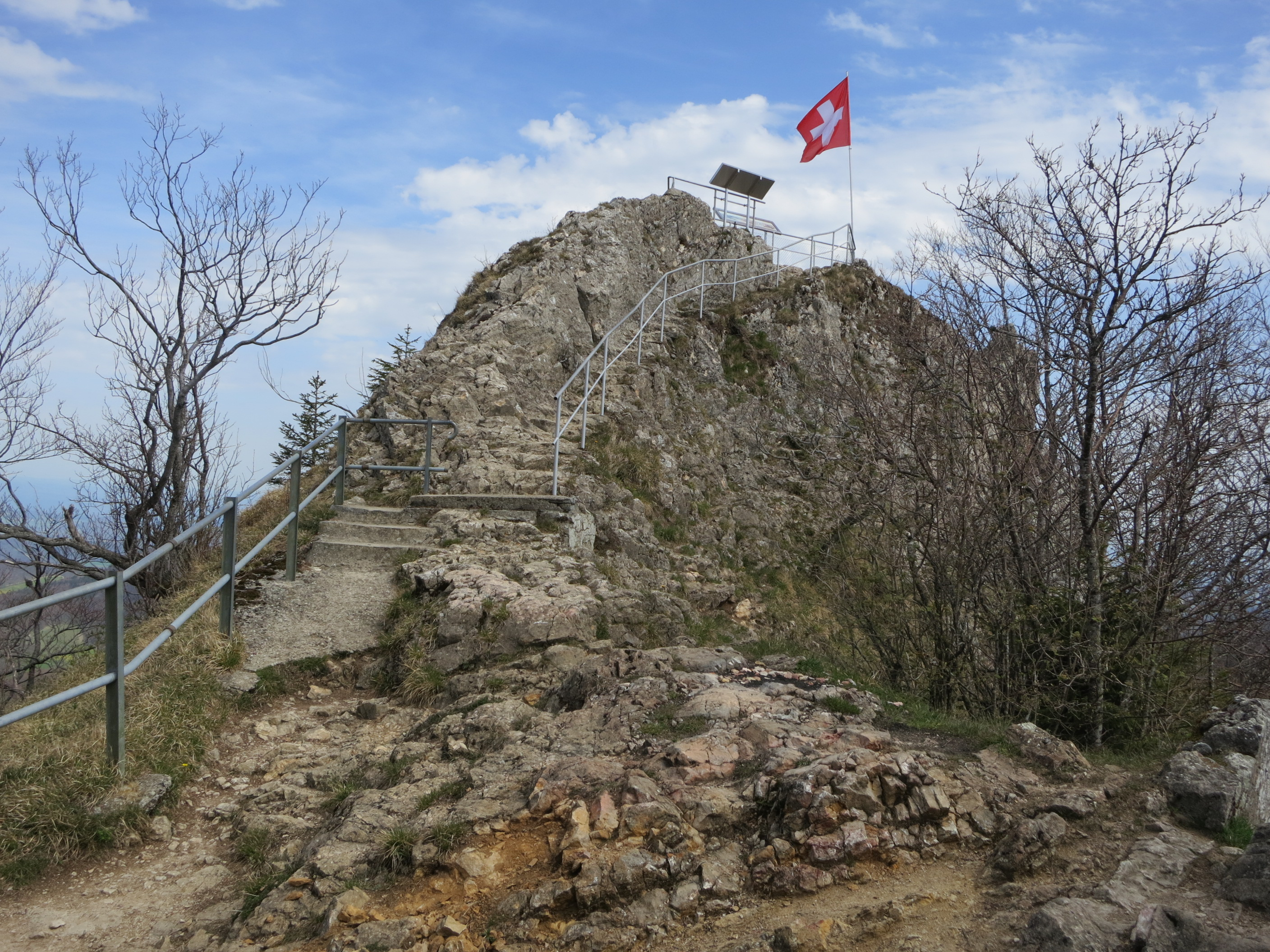

貝爾興弗盧山（Belchenflue），是瑞士的山峰，位於該國西北部，處於巴澤爾鄉村州和索洛圖恩州接壤的邊界，屬於汝拉山的一部分，處於魯興山以東，海拔高度1,099米。